# Légion italienne
La légion italienne est une unité de 1 100 hommes commandée par le colonel Alessandro Monti (it) qui combat en Hongrie pendant la révolution de 1848. 
Elle répond à une même volonté d'indépendance et de lutte contre l'empire d'Autriche. En diverses occasions, 1848, 1859, 1860, des patriotes hongrois regroupés dans des légions hongroises apportent leur soutien à la future Italie.